# Catharsius duciformis
Catharsius duciformis là một loài bọ cánh cứng trong họ Bọ hung (Scarabaeidae).